# Polje (Bohinj)
Polje é uma vila localizada no município de Bohinj na Eslovênia. Possuía uma população estimada de 182 habitantes em 2020.